# Madame Sphinx
Pour plus de détails, voir Fiche technique et Distribution.
Madame Sphinx est un film américain réalisé par Thomas N. Heffron, sorti en 1918.

## Synopsis
Céleste cherche à découvrir le responsable de la mort de son tuteur. Elle trouve un bouton de manchette orné d'un sphinx qui la conduit à un homme qu'elle fait arrêter. Hélas ce n'est pas le vrai coupable.

## Fiche technique
- Titre original : Madame Sphinx
- Réalisation : Thomas N. Heffron
- Scénario : Lanier Bartlett
- Photographie : Claude Henry Wales
- Société de production : Triangle Film Corporation
- Société de distribution : Triangle Distributing Corporation
- Pays d'origine :  États-Unis
- Langue originale : anglais
- Format : noir et blanc — 35 mm — 1,37:1 — Film muet
- Genre : Film policier
- Durée : 5 bobines
- Dates de sortie :
  - États-Unis : 9 juin 1918

## Distribution
- Alma Rubens : Céleste
- Wallace MacDonald : André Du Bois
- Eugene Burr : Raoul Laverne
- Frank MacQuarrie : Henri Du Bois
- William Dyer : Guissert
- Richard Rosson
- Betty Pearce : Lys
- Wilbur Higby
- Arthur Millett : Beauchard
- John Lince : Louis